# Strusów
Strusów (ukr. Струсів, Strusiw) – wieś na Ukrainie, w obwodzie tarnopolskim, w rejonie tarnopolskim. Stare centrum miejscowości leży na cyplu, otoczonym z trzech stron wodami Seretu. Liczy ok. 1500 mieszkańców. Przez Strusów przechodzi droga krajowa N18.

## Historia
Założony w 1434. W I. poł. XVII w. właścicielem miejscowości byli Strusiowie herbu Korczak. Jeden z nich, Mikołaj Struś, dowódca polskich wojsk na Kremlu w Moskwie, uzyskał w 1610 r. od króla Zygmunta III Wazy prawa miejskie dla Strusowa. Herb Strusiów, Korczak, znalazł się w herbie miasta.
W 1534 r. erygowano w mieście parafię rzymskokatolicką, należącą do archidiecezji lwowskiej. W XVII w. znajdowała się tutaj kaplica, którą obsługiwali ojcowie karmelici z Trembowli. W 1747 r. na jej miejscu wzniesiono kościół parafialny pw. św. Antoniego, który rozbudowano w 1816 r. Po pożarze w 1891 r. przebudowano go na kaplicę grobową rodziny Baworowskich. Tuż obok został wzniesiony nowy kościół.
Po I rozbiorze Polski Strusów znalazł się w zaborze austriackim w granicach Królestwa Galicji i Lodomerii. Początkowo od 1773 r. należał do dystryktu Trembowla w cyrkule lwowskim. Od 1782 r. należał do cyrkułu złoczowskiego, jednak już w następnym roku znalazł się w nowo powstałym cyrkule tarnopolskim. W 1809 na mocy traktatu w Schönbrunnie cały tzw. Kraj Tarnopolski przeszedł we władanie Imperium Rosyjskiego, a w 1815 na mocy postanowień kongresu wiedeńskiego powrócił do Cesarstwa Austriackiego. Strusów należał do cyrkułu tarnopolskiego do reformy administracji i zniesienia cyrkułów w 1865 r. (podczas okresowego zniesienia cyrkułów w latach 1850–1854 należał do powiatu Trembowla w okręgu rządowym Stanisławów). Od roku 1854 znajdował się w „małym” powiecie Trembowla, a po utworzeniu nowych, większych powiatów w 1867 r. wszedł w skład nowego powiatu trembowelskiego.
Strusów, położony zaledwie kilka kilometrów od powiatowej Trembowli, nie wyróżniał się niczym spośród wielu prywatnych miasteczek na Ukrainie, które funkcjonowały jako ośrodki lokalnego handlu i rzemiosła. Ewaryst Andrzej, hrabia Kuropatnicki w wydanej po raz pierwszy w 1786 r. „Geografii (...) Galicyi i Lodomeryi” poświęcił mu jedno tylko zdanie: Tego miasta największy zaszczyt fabryka cybuchów zwanych strusowskie.
W 1880 r. miasteczko liczyło 2683 mieszkańców, w tym 1236 katolików obrządku rzymskiego, 743 obrządku greckokatolickiego i 610 wyznania mojżeszowego. W tym czasie miejscowość została przebudowana przez ówczesnego właściciela, Józefa Gołuchowskiego. Ożywienie gospodarcze nastąpiło po wybudowaniu w odległości 2 km od miasta stacji kolejowej Mikulińce-Strusów linii Tarnopol – Czortków.
Za II Rzeczypospolitej Strusów był siedzibą gminy wiejskiej Strusów w powiecie trembowelskim w województwie tarnopolskim. W 1921 roku liczył 2412 mieszkańców, z czego 579 Żydów.
26 lipca 1941 ukraińscy nacjonaliści zabili tutaj 7 Żydów. W latach 1941–1944 Niemcy eksterminowali liczącą w tym czasie ponad 1,1 tys. osób żydowską ludność wsi. Na miejscu zabito prawie 200 osób, do obozu zagłady w Bełżcu wywieziono 646 osób, a 343 osoby przeniesiono do innych miejscowości, gdzie również poddano je zagładzie.
W latach 1943–1944 nacjonaliści ukraińscy z OUN-UPA zamordowali tutaj 6 Polaków oraz ks. greckokatolickiego (i. n.) Panasiuka, wraz z żoną Polką (w zaawansowanej ciąży), za to, że krytykował działalność UPA.
W czasie okupacji niemieckiej mieszkająca tutaj ukraińska rodzina Kapustów ukrywała żydowskie małżeństwo Selzerów. W 2000 roku Instytut Jad Waszem uhonorował za to tytułami Sprawiedliwych wśród Narodów Świata Wasyla i Sofiję Kapustów.
We wsi znajduje się wybudowany w 2009 roku z inicjatywy samorządowych władz ukraińskich pomnik Stepana Bandery.
Do 2020 w rejonie trembowelskim.

## Zabytki
- zamek[14] – do czasów współczesnych zachowały się pozostałości murów obronnych zamku: ścian i rowów[14]. W przygotowanym tuż przed I wojną światową „Ilustrowanym przewodniku po Galicyi (...)” jego autor, Mieczysław Orłowicz, pisał: Nad jarem, zwanym Czartowską Debrą, ślady ruin zamku Strusiów: mury kazała niedawno rozebrać hr. Lanckorońska[15].
- pałac – okazały budynek wybudowany w XVIII w. w stylu klasycystycznym przez rodzinę Lanckorońskich[16].
- kościół pw. św. Antoniego – murowany, neogotycki, wzniesiony w latach 1894–1902 przez rodzinę Gołuchowskich. W 1902 r. konsekrowany pod wezwaniem Matki Bożej Różańcowej. W okresie międzywojennym z tutejszej parafii wydzielono samodzielne parafie we wsiach Darachów i Zazdrość W 1945 r. kościół został zamknięty i zamieniony na magazyn. W latach 90. wieku XX zwrócono go katolikom i na nowo konsekrowano pw. św. Antoniego. Jest obsługiwany przez księży diecezjalnych z parafii w Mikulińcach[2].

## Urodzeni w Strusowie
- Alfred Wilhelm Ludwik Riesser (ur. 4 lipca 1889, zm. 7 lipca 1958 w Krakowie) – doktor prawa, podpułkownik żandarmerii WP.
- Ks. Walerian Raba (1892–1918) – polski ksiądz, wikariusz parafii rzymskokatolickiej w Skałacie, działacz patriotyczny, zamordowany przez ukraińskiego nacjonalistę[17].
- Czesław Rzepiński (1905–1995) – polski malarz, pedagog, przedstawiciel polskiego koloryzmu.
- Stepan Budnyj (1933–1958) – ukraiński poeta, dziennikarz, nauczyciel.
- Franciszek Vogl (1856-1933) – polski nauczyciel, profesor i dyrektor gimnazjów.